# Digitaria atrofusca
Digitaria atrofusca är en gräsart som först beskrevs av Eduard Hackel, och fick sitt nu gällande namn av Aimée Antoinette Camus. Digitaria atrofusca ingår i släktet fingerhirser, och familjen gräs. Inga underarter finns listade i Catalogue of Life.